# Unicolax collateralis
Unicolax collateralis är en kräftdjursart som beskrevs av R. Cressey och H. B. Cressey 1980. Unicolax collateralis ingår i släktet Unicolax och familjen Bomolochidae. Inga underarter finns listade i Catalogue of Life.